# Иаков
Иа́ков (др.-евр. ‬и ивр. יַעֲקֹב‎) — ветхозаветный персонаж из Книги Бытия в эпоху после Потопа и до дарования Моисею Закона. Третий библейский патриарх (после Авраама и Исаака), родоначальник 12 колен Израилевых. Младший из сыновей-близнецов Исаака и Ревекки, родившей после 20-летнего бесплодного брака. После схватки с ангелом именуется как Израиль, реже Исраиль.
Почитается в авраамических религиях (иудаизме, христианстве, исламе).

## Происхождение имени

### Иаков
Имя Иаков интерпретируется в Пятикнижии как производное от слова акев («пята; след»), так как Иаков вышел из чрева матери, ухватившись за пяту старшего брата Исава (Быт. 25:26). Предполагается, что это имя представляет собой сокращенную форму распространенного во 2 тыс. до н. э. у семитских народов Ближнего Востока теофорного имени yahqub-el, или ya‘akub-el, со значением «защитил [меня] Господь», и родственно еврейскому имени Акива (עֲקִיבָא).
Помимо имени собственного, ивритское יעקב является глаголом в форме будущего времени третьего лица мужского рода и переводится как «(он) будет следовать, последует».

### Израиль
В библейской «Книге Бытия» праотец Иаков после борьбы с Богом получает имя Израиль: «И сказал: как имя твоё? Он сказал: Иаков. И сказал [ему]: отныне имя тебе будет не Иаков, а Израиль, ибо ты боролся с Богом, и человеков одолевать будешь» (Быт. 32:27,28). Эта реплика привела к распространённому толкованию значения имени Израиль — «боровшийся с Богом». Существуют варианты толкования «Эль борется» или «Эль сражается». По другой версии имя Израиль происходит от глагола śarar («управлять, быть сильным, быть облечённым доверием») и означает «Бог правит» или «Бог судит». В «Библии короля Якова» приводится толкование Израиль — «Принц Божий». В христианской традиции существует толкование имени Израиль как «ум, видящий Бога».

## Библейское повествование
Спустя 20 лет после того, как Исаак взял Ревекку в жёны, у Ревекки от Исаака (сына Авраама) родились два сына-близнеца. Старший сын был назван Исавом, а младший — Иаковом (Быт. 25:20, 25:24—26).

### Получение первородства
История Иакова излагается в Книге Бытия (Быт. 25, 27—50). Она начинается с повествования о том, как Бог открыл беременной Ревекке, что та родит близнецов, которым предназначено стать родоначальниками двух народов, причём народ, который произойдёт от старшего из братьев, будет подвластен потомкам младшего. Характеры и занятия братьев разнились: Иаков был «человеком кротким, живущим в шатрах», а Исав — «человеком, искусным в звероловстве, человеком полей» (Быт. 25:27). Будучи любимцем матери Ревекки, Иаков выменял Исаву красноватую снедь (чечевичную похлёбку) за право первородства (25:34). Он также хитростью добился от Исаака, благоволившего Исаву, благословения на первородство и сделался родоначальником еврейского народа (27:1—41).

### Бегство из Ханаана в Харран
Избегая мести брата Исава, высказавшего своё желание его убить, Иаков, по совету своей матери Ревекки, удалился в город Харран (Северная Месопотамия, Арам-Нахараим). По его словам, в тот момент он имел с собой лишь один дорожный посох, а голову для сна преклонял на камнях. Во время своего побега, в одну из ночей, он увидел во сне мистическое видение, известное сейчас как Лестница Иакова. Это видение очень напугало Иакова. Он посчитал, что находится в месте священного портала, используемого Богом. Поэтому утром он поставил камень, на котором преклонил голову, как памятник и освятил его елеем. И назвал он это место, ранее известное как Луз, Вефилем (Быт. 28:10—22).

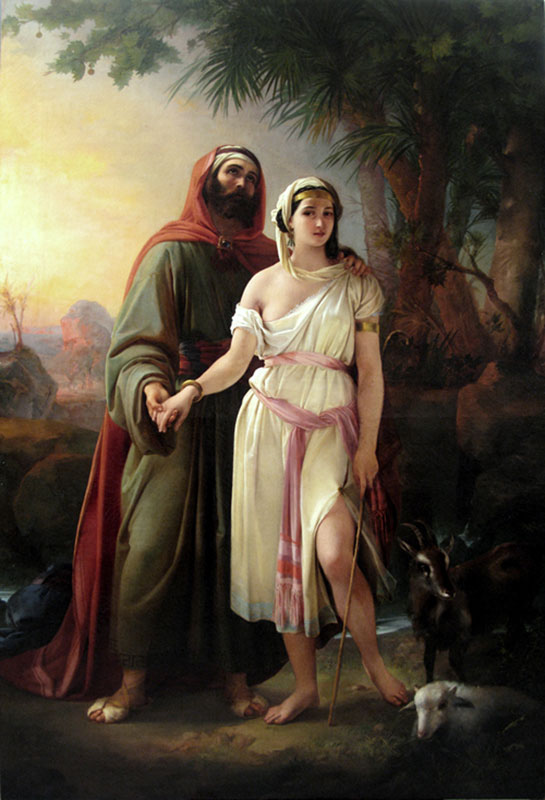
Встреча Иакова с Рахилью. Луиджи Бузи. 1855

Придя в Харран, Иаков навёл справки о состоянии здоровья и благосостоянии семейства Лавана — брата своей матери. Познакомившись с родственниками, он предложил Лавану свои услуги в качестве пастуха с тем условием, что платой Лавана за 7 лет работы Иакова станет заключение брака Иакова с Рахилью; на что Лаван дал своё согласие, но позже несколько обманул ожидания Иакова, выдав за него, под видом Рахили, старшую из своих дочерей Лию (29:18). Общественные традиции не позволяли Лавану выдать младшую дочь замуж раньше старшей. Но Лаван успокоил Иакова, сказав, что по окончании свадебной недели он выдаст за него и обещанную ему Рахиль (29:25—28). При этом он добавил уже своё условие, что Иаков отработает за Рахиль последующие 7 лет. Этот случай был не единственным, когда Лаван менял условия сделок (31:41); и, видимо, этим он настроил Иакова против себя, в результате чего Иаков и сам, в свою очередь, начал извлекать пользу для себя, но нанося вред Лавану, ухудшая поголовье его племенных овец. Отработав на Лавана 7 лет за Рахиль, он ещё 6 лет работал на тестя за скот определённой масти. В процессе работы Иаков создал все условия для того, чтобы скот принадлежащей ему масти был сильным, здоровым и давал качественную шерсть; а скот, принадлежащий по договору Лавану, был хуже (30:31—43).

### Возвращение в Ханаан
Уход Иакова из Харрана в Библии объясняется откровением, полученным Иаковом, хотя само событие больше напоминало бегство, поскольку он ушёл из дома Лавана не попрощавшись, забрав с собой его дочерей и внуков и все своё богатство, в то время как Лаван пошёл стричь овец и находился в трёх днях пути от дома. Иаков решил не прощаться, поскольку опасался каких-то осложнений. Причины для осложнений были в детях и внуках, которые своим трудом и заботой могли скрасить Лавану старость (Быт. 31:17—22).
Лия и Рахиль, в ответ на призыв Иакова к отъезду, отметили, что Лаван растратил их состояние и продал их Иакову (31:15).
Впрочем, несмотря на поспешный отъезд Иакова, Лаван всё же догнал караван зятя на дороге, ведущей в Ханаан, и таким образом хоть как-то, но попрощался с близкими и родными. Искал он также и фигурки своих родовых божков, украденных Рахилью и спрятанных ею под верблюжьим седлом (как предполагают некоторые учёные, само по себе владение родовыми идолами в то время считалось весомой долей в наследстве; а согласно законодательству Хаммурапи, зять, обладавший статуэткой тестя, пользовался правом наследства наравне с сыновьями).
Сопоставляя данные из биографии Иосифа и Иакова в Египте, можно сделать вывод, что Иаков пришёл в Харран в возрасте 77-и лет. На Лии и Рахили женился через 7 лет после прибытия, то есть в 84 года. Первый ребёнок от Рахили Иосиф родился у Иакова за 6 лет до возвращения в Ханаан, на 91-м году его жизни, то есть через 7 лет после двойной свадьбы. С рождением Иосифа, после 14-и лет пребывания в Харране, Иаков хотел сразу же вернуться на родину. Но так как Лаван уговорил его остаться и работать ради получения крупной доли от стада овец, то Иаков задержался у него ещё на 6 лет и вернулся на землю отцов в Ханаан к отцу и матери только спустя 20 лет после бегства (31:38). Его отец Исаак умер через 24 года после возвращения сына в возрасте 180 лет. Умер Исаак возле дубравы аморрея Мамрия под Хевроном, в тех местах, где прожили последние годы своей жизни его отец Авраам и мать Сарра. Сыновья Исав и Иаков похоронили отца Исаака к востоку от города Кириаф-Арбы (то есть Хеврона), на поле хетта Ефрона бен Цохара в пещере Махпела, рядом с его родителями. Впоследствии на том же месте похоронили и жену Исаака — Ревекку.
По причине своего трудолюбия, Иаков уже в Харране смог стать изрядно богатым человеком. Он имел стада верблюдов, ослов, коров, коз и овец. Так, благодаря помощи Божией, Иаков весьма преуспевал в хозяйстве (32:13—15).
К моменту возвращения Иакова, Исав был не только состоятельным, но и весьма влиятельным, имеющим в распоряжении 400 человек; и судя по радости от встречи, меньше всего его беспокоило утраченное когда-то по глупости первородство.

### Схватка с Богом

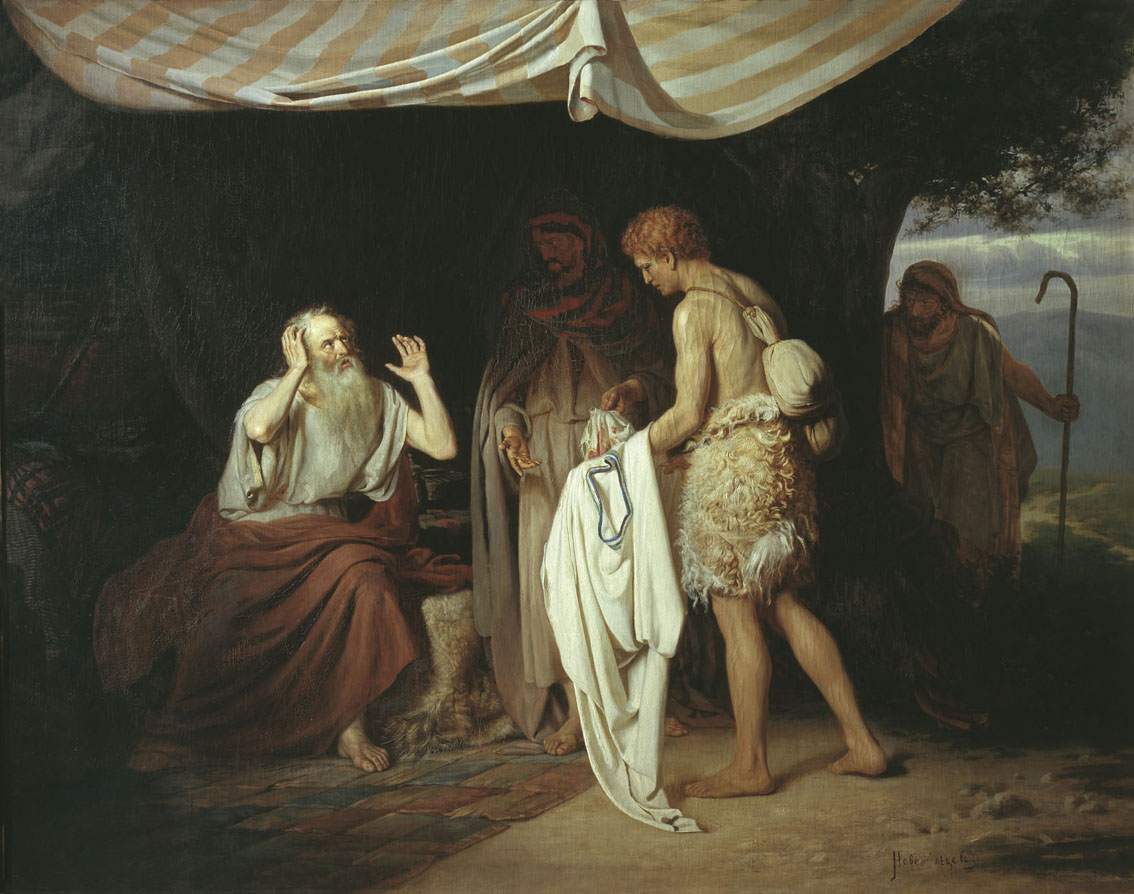
Иаков узнаёт одежды Иосифа. Алексей Новоскольцев. 1880

Во время переселения домой Иаков получил новое (второе) имя от Бога Израиль. С этого момента потомки Иакова в Писании часто назывались «израильтянами».
Однажды во время ночного бдения ему явился Бог в лице ангела, с которым Иаков боролся до рассвета, требуя благословить его. В схватке он повредил своё бедро, но Бог остался удовлетворен его рвением. Иаков получил благословение и новое имя Израиль («Борющийся с Богом»), с напутствием «ты боролся с Богом, и человеков одолевать будешь» (32:27, 28; повторно в 35:10). Согласно изданию Библейский энциклопедический словарь, имя Израиль на еврейском означает «Божий герой».
Пинхас Полонский сообщал, что «имя Израиль (в ивритском подлиннике — Исраэль ישראל) имеет двойственную этимологию, это и „Прямой к Богу“ (ישר-אל Яшар-Эль) и „боролся с Ангелом“. „Борьба Иакова“», — продолжает Пинхас Полонский, — «шла по многим направлениям, ему всё время приходилось преодолевать давление со стороны окружающих. Он боролся с людьми, Эсавом (в синод. переводе — Исавом) и Лаваном, и ангелом Исава (преодолевая свою боязнь перед ним), и также „боролся с Богом“, преодолевая категорию Элохим („суда, предопределённости“). Величие Яакова (Иакова)-Израиля в том, что он не принимает судьбу, которая исходно выделена ему свыше, но, забирая себе предназначенное Исаву (Эсаву), обретает ещё более высокую миссию».
В христианской Церкви было распространено толкование имени «Израиль» как «муж, видящий Бога», что справедливо по отношению к обстоятельствам Богоявления Иакову, но всё же является переводом не имени Исраэль (ישראל), а омонимичного ему сочетания איש иш — ראה раа — אל Эль.

### События в Сихеме
Иаков с семейством проживал в Сокхофе. Позже Иаков, перейдя Иордан, поселился возле Сихема (современный евр. Шхем, араб. Наблус). Специально для своего лагеря Иаков выкупил за 100 монет у сихемского царя Еммора земельный надел, располагавшийся неподалёку от этого городка. (Быт. 33:18, 19).
Во время пребывания семьи Израиля в Сихеме произошёл заметный внутрисемейный инцидент, который впоследствии изменил весь ход истории, касавшейся семьи Израиля, да и истории израильского народа в целом. Во время пребывания Израиля в Сихеме старшие сыновья, дойдя до крайности в своей ревности и злобе, чуть не убили Иосифа, любимца и баловня Иакова. Событие произошло под Дофаном (Дотаном), располагавшимся примерно в 20-и километрах к северу от Сихема, куда братья перегнали свои отары. Иосиф, пришедший к братьям из Сихема, наивно и, наверное, по-юношески не без хвастовства рассказал им о своём сне, в котором выступал большим начальником, стоящим над своими братьями. Это ещё больше усилило ненависть братьев к Иосифу, и почти все они возжелали убить его. Но, послушавшись уговоров старшего брата Рувима (который хотел спасти Иосифа, но не решался прямо выступить против девяти братьев), Иосифа бросили в пересохший колодец и ушли на обед. В то время мимо Дофана проходил караван измаильтян, направлявшийся в Египет. Братья по предложению Иуды хотели продать Иосифа измаильтянам. Когда проходили купцы из Мадиана, они вытащили юношу из колодца и продали измаильтянам за 20 серебряных монет (Быт. 37:27, 28).
Второе неприятное событие в жизни Иакова, произошедшее под Сихемом, связано с тем, что сыном евейского царя Еммора была взята во время прогулки и обесчещена Дина (дочь Иакова). И хотя впоследствии насильник раскаялся и горел желанием взять Дину в жёны, сыновья Иакова, Симеон и Левий, возмущённые поруганием чести сестры, не простили ему содеянного. Скрывая гнев под маской дружелюбия, братья коварством и обманом перебили всех сихемцев мужского пола. Израильтяне разграбили евейский городок и поработили местных женщин и детей (Быт. 34).

### Переселение в Вефиль и Хеврон
Иаков, остававшийся в неведении о происходивших событиях в Сихеме, укорил сыновей за то, что они сделали его «ненавистным для жителей земли сей» (Быт. 34:30); после чего он, не дожидаясь возмездия со стороны союзных, а возможно и родственных сихемцам ханаанских царьков, свернул свой семейный лагерь и по повелению Бога отправился в Луз (названный им Вефилем или Бет-Эль, что значит «Дом Бога»). Туда, где он когда-то видел во сне так называемую «лестницу Иакова» (Быт. 35:1).
Во время переселения в Вефиль Иакову через откровение было рекомендовано навести порядок в своём домашнем религиозном культе, так как его сыновья вынесли из Сихема не только драгоценности, но и предметы языческих культов. Во время чистки люди отдали Иакову племенных божков и серьги. Иаков закопал все предметы под дубом, неподалёку от Сихема (Быт. 35:2—4).
В Вефиле семейство Иакова оставалось недолго. Там поставили жертвенник Богу Авраама и вознесли жертвы. Во время родов Вениамина в сильных муках умерла Рахиль. Её похоронили при дороге, ведущей из Вефиля в Вифлеем (Ефрафу). На её могиле поставили памятник, который известен и по сей день (Быт. 35:16—20).
Прибыв в Хеврон в последние дни жизни Исаака, Иаков похоронил отца, когда ему самому было 120 лет (Быт. 35:27, 28).

### Переселение в Египет
Когда начался голод, сыновья Иакова пошли в Египет, где начальствовал их брат Иосиф. Он дал им хлеба, и они вернулись к отцу. Они рассказали Иакову, что Иосиф жив и в почете (Быт. 45:25). По его просьбе в возрасте 130 лет Иаков переселился с семьюдесятью прямыми потомками (согласно Септуагинте — с семьюдесятью пятью) в Египет (что произошло на втором году семилетней засухи, предсказанной Иосифом).
Иакову был отведён богатый округ Гесем (Быт. 47:27). Там от его сыновей произошло 12 колен еврейского народа, колен Израилевых, судьба которых была пророчески указана в его предсмертном благословении для каждого из них.

### Смерть и гробница
Прожив в Египте ещё 17 лет, он скончался в возрасте 147 лет (Быт. 47:28). Тело его, по египетскому обычаю, Иосиф приказал набальзамировать (Быт. 50:2—5), а затем — в силу его завещания, тело Иакова было перевезено в землю Ханаанскую (Быт. 50:12—14).
Иаков был погребён в священной Пещере Махпела в Хевроне, где также погребена его жена Лия и патриархи с жёнами: Авраам, Исаак, Сарра, Ревекка.

### Потомки Иакова
Племена потомков двенадцати сыновей Иакова, согласно Библии, образовали израильский народ.
При первом перечислении колен Библия называет их именами 12 сыновей Иакова. У Иакова были две жены — Лия, Рахиль, и служанки жён — Валла и Зелфа.
- Сыновья Лии: Рувим, Симеон, Левий, Иуда[19], Иссахар, Завулон[20].
- Сыновья Рахили: Иосиф[21], Вениамин[22]. Рахиль умерла при родах последнего.
- Сыновья Валлы: Дан, Неффалим[23][24].
- Сыновья Зелфы: Гад, Асир[25].

Перед смертью Иаков призвал к себе сыновей для благословения потомства и вместе с этим событием усыновил двоих сыновей своего сына Иосифа — Манассию и Ефрема, и возвёл этих двух своих внуков в родоначальники двух самостоятельных колен вместо их отца Иосифа.
Но так как род Левия в годы исхода из Египта был призван на священство, был лишён доли при разделе землевладений и жил за счёт обязательного налога (десятины) в пользу материальной поддержки культа Яхве, то, как правило, в политической жизни Израиля фигурируют только 12 колен.
В соответствии с перечислением потомков Иакова в книге Бытие, единственной дочерью Иакова (от Лии) была Дина.

## В религиях

### В талмудической литературе
В раввинистической литературе Иаков рассматривается как символ еврейского народа, избранник среди патриархов (Берешит Рабба, 76:1), образец добродетели и справедливости, которому Бог открыл тайну мессианского избавления (Мид. Пс. 31:7; см. также Мессия) и, поместив его выше всех остальных смертных и чуть ниже ангелов (Мид. Пс. 8:7), запечатлел его лик на Своём троне (Берешит Рабба, 82:2).

### В каббале
В каббале раскрывается соответствие Иакова (Яакова) и сфиры тиферет.

### В исламе
Иаков (Якуб) почитается как пророк и в исламе. В Коране он упомянут неоднократно (16 раз). Так, например, рассказывается, как прозрел Якуб после того, как на его лицо была положена рубаха его сына Юсуфа (Иосифа), ранее проданного братьями в Египет: «Когда же прибыл добрый вестник, набросил рубаху на лицо (Якуба), и тот прозрел и сказал: „Разве я не говорил вам, что Аллах дал мне знание того, чего вы не знаете?“». Якуб упомянут и в ряде других сур (глав) Корана.

### В православии
В православии Иаков почитается как пророк и ветхозаветный патриарх. Православная традиция придаёт особое значение двум событиям из жизни Иакова: борьбе Иакова с ангелом и видению лестницы. Они понимаются как ветхозаветные образы боговоплощения, раскрывающие различные его аспекты. Через борьбу с ангелом Иаков преображается (что отражается так же в перемене имени Иаков-Израиль), выступая прообразом грядущему обновлению творения. Видение лестницы с движущимися по ней вверх и вниз ангелами знаменует собой восстановление связи неба и земли, утраченной в результате грехопадения и вновь обретённой через вочеловечение Сына Божия. Лествица при этом символизирует Богоматерь — «Радуйся лествице небесная, ею же сниде Бог» — (Акафист Богоматери, икос 2). Изображение видения Иакова часто встречается в византийском и древнерусском искусстве — обычно в сочетании с другими ветхозаветными прообразами воплощения (например, в иконе «Неопалимая Купина»).

## В искусстве

### В литературе
Личность и история жизни Иакова послужили основой для многочисленных произведений литературы, в частности романа «Былое Иакова» в тетралогии Томаса Манна «Иосиф и его братья».

### В кинематографе
- «Иаков[англ.]» (ТВ), Германия, Италия, США, 1994, режиссёр Питер Холл, в роли Иакова — Мэттью Модайн.
- «Красный шатёр» (мини-сериал), США, 2014, режиссёр Роджер Янг, в роли Иакова — Иэн Глен, в роли молодого Иакова — Уилл Пейн.
- «Пророк Юсуф» (телесериал), Иран, 2008, режиссёр Фараджулла Салахшур, в роли Иакова — Махмуд Пак Ният.